# Seno Almirantazgo

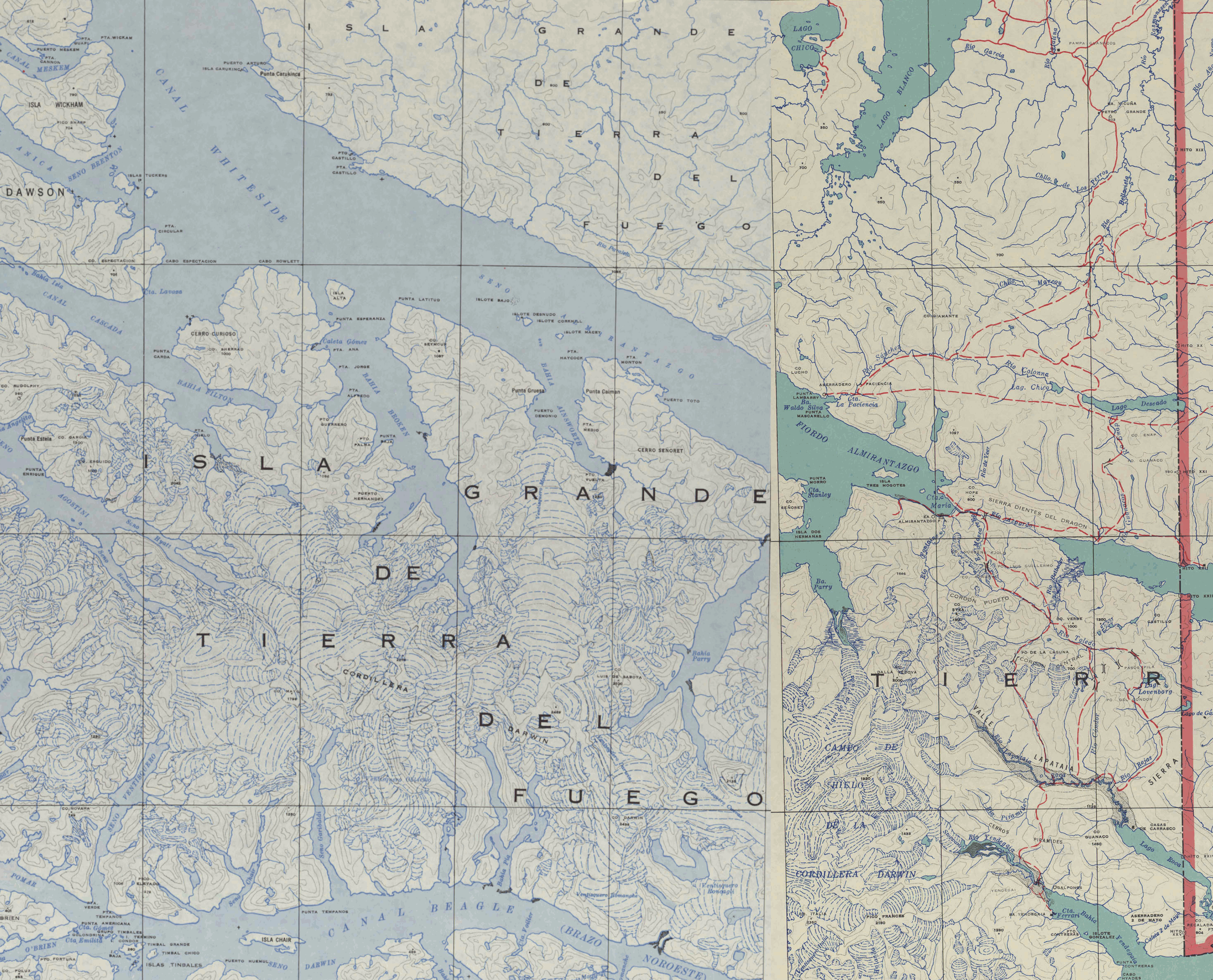
Seno Almirantazgo en un compuesto de dos mapas publicados por el Instituto Geográfico Militar de Chile. El desfase entre ambos mapas se debe a la proyección conforme de Lambert.

El Fiordo Almirantazgo es un fiordo localizado en la costa occidental de la Isla Grande de Tierra del Fuego, en la XII Región de Magallanes y de la Antártica Chilena. Comunica el Lago Fagnano (compartido entre Chile y Argentina) con el Estrecho de Magallanes, frente al canal Whiteside y a la Isla Dawson. 
En sus riberas norte y oriente, se emplazan los poblados de Timaukel y Puerto Arturo, y algunas estancias ganaderas. En la zona sur del Seno Almirantazgo, numerosos fiordos y bahías más pequeñas (como la bahía Ainsworth) conforman la costa de la Cordillera Darwin, área perteneciente al parque nacional Alberto de Agostini. La zona del seno es colonia de numerosos elefantes marinos. El río Azopardo desagua en el seno.
El seno fue descubierto en 1827 por el capitán británico Phillip Parker King quien le dio su nombre en conmemoración al Almirantazgo británico.
El 28 de febrero de 2018 el área marina fue declarada "Área Marina Costera Protegida" bajo decreto DS n.º 11 del Ministerio del Medio Ambiente. Con ello 76.400 ha del seno quedan bajo protección oficial del Estado de Chile.